# Julia Reidenbach
Julia Reidenbach (* 1982 in Trier) ist eine deutsche Musikerin und Musikpädagogin.

## Musikalische Laufbahn
Julia Reidenbach wurde als Tochter des Komponisten und Dirigenten Joachim Reidenbach schon früh musikalisch geprägt. In ihrer Jugend sang sie in einem Trierer Kinderchor und übernahm solistische Rollen bei Produktionen des Stadttheaters Trier. Sie ist gelernte Erzieherin und arbeitete als pädagogische Fachkraft an der Kurfürst-Balduin-Realschule in Trier.
Im Jahr 2006 gründete Reidenbach ihren eigenen Kinderchor. Fünf Jahre später, 2011, initiierte sie das soziale Projekt „Chor über Brücken“, das sich an Kinder und junge Erwachsene mit unterschiedlicher Herkunft und sozialem Hintergrund richtet. Aus diesem Projekt entstand 2014 der gleichnamige gemeinnützige Verein. Der Chor wurde 2018 mit dem „KultDING“ prämiert, einem Preis der Lotto Rheinland-Pfalz-Stiftung für soziokulturelle Projekte mit Kindern und Jugendlichen.
Reidenbach erhielt 2017 vom Mosel Musikfestival den Auftrag, das deutschlandweit größte Jubiläumskonzert für und mit Rolf Zuckowski im Rahmen seiner Deutschlandtour anlässlich seines 70. Geburtstages zu planen, zu inszenieren und musikalisch zu leiten. Das Konzert fand vor über 3.500 Zuschauern statt. Für ihr kulturelles Engagement wurde sie im selben Jahr mit dem Kulturpreis der Stadt Trier ausgezeichnet.
2019 initiierte Reidenbach das Projekt „Just sing“, ein Mitmachkonzert in der TUFA Trier, das Menschen in und um Trier über die Musik zusammenbringt. Aufgrund der großen Nachfrage entstanden kurz darauf die Ableger „Just Sing für Senior*innen“ und „Just Sing Kids“.
Reidenbach erweiterte 2020 ihr Tätigkeitsfeld und übernahm Konzeption, Regie und Moderation ihres ersten eigenen Fernsehformats Julias Plauschsofa – die Kindertalkshow in der Weihnachtszeit.
Neben ihrer Tätigkeit als Chor- und Projektleiterin komponiert Reidenbach auch Musik für junge Menschen. 2021 veröffentlichte sie die Kinderlieder-CD Aufgedreht mit ausschließlich eigenen Kompositionen.
Nachdem unter dem Motto "Nie wieder ist jetzt" Anfang 2024 vielerorts Menschen auf die Straßen gegangen sind, um ein Zeichen gegen Rechtsextremismus und für eine offene und bunte Gesellschaft zu setzen, veröffentlichte Reidenbach knapp ein Jahr später ihren eigenen, gleichnamigen Song zum Thema. Mithilfe der moccamedia GmbH konnte die Produktion inklusive eines Musikvideos realisiert werden. Dafür wurden Trierer Bürgerinnen und Bürger eingeladen, sich mit selbstgestalteten Plakaten in einem einheitlichen Setting fotografieren zu lassen. Auf diese Weise sind im Video über 150 Menschen – darunter Einzelpersonen und ganze Familien – zu sehen, die die Botschaft des Liedes unterstützen.

## Veröffentlichungen
- Kleiner Mann im Mond: Schlaflieder für Kinder- Fidelio-Verlag, Gerolstein 2018, ISMN 979-050261091-3.
- Aufgedreht: Musik für junge Ohren. Fidelio-Verlag, Trier 2021, EAN 0710535568721.
- "Kinder haben Rechte" (2025)
- Nie wieder ist jetzt (veröffentlicht am 17. Januar 2025)